# Bodegraven-Reeuwijk
Bodegraven-Reeuwijk é um município dos Países Baixos, situado na província da Holanda do Sul. Tem 88,64 km² de área e sua população em 2020 foi estimada em 35.157 habitantes.